# Gommaar Boeckmans
Gummarus Bernardus (Gommaar of Gommaire) Boeckmans (Geel, 18 april 1825 - aldaar, 15 oktober 1920) was een Belgisch apotheker en politicus voor de Katholieke Partij.

## Levensloop
Hij was de zoon van Jan Baptist Boeckmans, arts en burgemeester van Geel. Boeckmans vestigde zich na zijn studies als apotheker en huwde met de dochter van Petrus Van Mierde, burgemeester van Balen. Samen kregen ze vijf kinderen.
Daarnaast was hij politiek actief. In 1866 nam hij een eerste maal deel aan de gemeenteraadsverkiezingen, maar werd niet verkozen. In 1872 werd hij verkozen tot Antwerps provincieraadslid, een mandaat dat hij uitoefende tot 1886. In 1879 maakte hij zijn intrede in de gemeenteraad en vanaf 1884 werd hij aangesteld als schepen. Na de dood van Joseph Janssens volgde hij deze op als burgemeester van Geel. Hij zou de sjerp tien jaar dragen, waarna hij werd opgevolgd door Karel De Coninck.